# Olympiacos Pireu (voleibol masculino)
O departamento de voleibol masculino do Olympiakós Sýndesmos Filáthlon Peiraiós (em greco: Ολυμπιακός Σύνδεσμος Φιλάθλων Πειραιώς), ou simplesmente Olympiacos Pireu, é um time de voleibol masculino grego localizado na cidade de Pireu.

## História
O ano oficial de criação do departamento é 1926 , que competia com as cores vermelha e branca. É o time de maior sucesso na história do vôlei grego, já que conquistou 31 campeonatos (incluindo 7 invictos), 17 Copas da Grécia, 7 Copas da Liga e 2 Supercopa, possui o recorde de vencer oito campeonatos consecutivos  de 1987 a 1994. Também é o mais vitorioso em competições europeias e internacionais sendo a única equipa grega que conquistou um título europeu, foram dois títulos nas edições da Copa CEV de 1995-96 e 2004-05, e um título na edição de 2023 da Taça Challenge. Sagrou-se medalhista de bronze na edição do Campeonato Mundial de Clubes de 1992, sediado em Treviso, após uma vitória por 3 a 0 sobre o Porto Ravenna Volley. Obteve a façanha de figurar entre as melhores equipas em copas europeias, totalizando 12 participações no Final Fours, 7 vezes na Liga dos Campeões, 4 na Copa CEV e  1 na Supertaça Europeia,  chegando em  7 finais europeias (duas na Liga dos Campeões em 1991-92 e 2001-02, quatro na Copa CEV em 1995-96, 1996-97, 1997-98 e 2004-05 e uma vez na Challenge Cup em 2017-18) e 2 conquistas (1995-96, 2004-05). Uma conquista notável de 7 aparições consecutivas na Final Four das Copas da Europa. O recorde pertence ao Modena Volley, com 11 presenças consecutivas na Final Four.

### Fundação e primeiras décadas (1926–1960)
Os primeiros atletas dos Erythroleuks foram Giorgos Andrianopoulos, Vassilis Andrianopoulos, Dinos Andrianopoulos, Lalis Lekkos, Leonidas Kalogeropoulos, Nikos Kaloudis e Ilias Bourtezidis. O superintendente do grupo era Sevastianos Kasimatis. Posteriormente, E. Papadakis, M. Krikidis, I. Voulgaridis, F. Biselas, T. Athanasiadis, T. Sinopoulos e A. Berkos competiram no Olympiakos. Esses mesmos atletas, que foram alunos da Escola Francesa "Agios Pavlos", começaram em 1931 a criar o departamento de basquete do clube.
A princípio, a participação do departamento limitava-se a eventos locais, onde conquistou os Campeonatos do Pireu em 1931 e 1932. Em 1936, o departamento encerrou suas atividades, mas em 1939 participou do Campeonato Atenas-Piraeus. No período 1947-48, a equipe reapareceu, com os atletas Yannis Spanoudakis, Babis Gerakarakis, A. Argoudeli, Chalkousis e Mantzos. Mais tarde, principalmente, problemas financeiros irão suspender novamente a operação.

### Capacitação e consolidação no topo (1960–1987)
A mais nova história do departamento masculino começou em 1960 com o primeiro diretor, Yiannis Koutsoulentis. Um estádio está sendo construído ao lado da quadra de basquete em Pasalimani, e treinado pelo Ar. Kanellopoulos e seus jogadores Tsalamanios, Korobokis, Tsekos, Gatzias, Tsigrelis, Lefteriotis, Athanasanas e Tsigounakis em 1962 foram promovidos à primeira divisão. Ele ganhou seu primeiro Campeonato Panhellenic, em 1968 em Thessaloniki com G. Chourdakis como administrador, Kostas Ampelas como treinador e Tassos Koumplis, Kyriakos Pantelias, Andreas Lorandos, Theotokis Manousaridis, Nikos Kritsotalakis, Dimitris Kefalas, Yannis Stavropoulos, Costas Karamitsos, Spyros Lampakis, Costas Trapezundidis, Floros, Dolgobolov, Rebelos, Passaris, Konstandaras, Tsistrakis, Agapitos, Kolokotronis. Em 1969, conquistou o segundo Campeonato da sua história, novamente orientado por Costas Ambelas.
A primeira equipa forte do Olympiakos foi criada em 1973 com Vassilis Sarafidis como treinador. Essa equipe ganhou 7 campeonatos gregos (1974, 1976, 1978, 1979, 1980, 1981, 1983), com os jogadores Tasos Koumplis, Kyriakos Pantelias, Andreas Lorandos, Stefanos Polyzos, Giorgos Dermatis, Vasilis Galakos, Stelios Prosalikas, Yannis Laios, Augustinos Michalos, Dimitris Chorianos, Iraklis Doriadise com os treinadores Dimitris Kefalas, Kyriakos Pantelias, Dmitris Zahariev e na temporada 1981–82, tornou-se o primeiro time grego a chegar à Final Four da Copa dos Campeões, terminando em quarto lugar.

### Campeonatos internacionais e continentais
Mundial de Clubes
- Terceiro lugar (1x): 1992

 Liga dos Campeões
- Vice-campeão (2x): 1991-92, 2001-02,
- Terceiro lugar (2x): 1992-93, 1994-95

 Taça CEV
- Campeão (2x): 1995-96, 2004-05
- Vice-campeão (2x): 1996-97, 1997-98

 Taça Challenge
- Campeão (1x):  2022-23
- Vice-campeão (1x): 2017-18

 Supertaça Europeia
- Quarto lugar (1x): 1996

### Nacionais
Liga A Greca
- Campeão (32x):1967-68, 1968-69, 1973-74, 1975-76, 1977-78, 1978-79, 1979-80, 1980-81, 1982-983, 1986-87, 1987-88,1988-89, 1989-90, 1990-91 , 1991-92, 1992-93, 1993-94, 1997-98, 1998-99, 1999-00, 2000-01, 2002-03, 2008-09, 2009-10 , 2010-11, 2012-13, 2013-14, 2017-18, 2018-19, 2020-21, 2022-23, 2023-24
- Vice-campeão (17x): 1969-70, 1971-72, 1972-73, 1976-77, 1981-82, 1983-84, 1984-85, 1985-86, 1994-95, 2001-02, 2003-04, 2004-05,  2014-15, 2016-17, 2019-20, 2021-22, 2024-25
- Terceiro lugar (6x): 1974-75, 1996-97, 2005-06, 2006-07, 2007-08, 2015-16

 Copa da Grécia
- Campeão (18x):1980-81, 1982-83, 1988-89, 1989-90, 1991-92, 1992-93, 1996-97, 1997-98, 1998-99, 2000-01, 2008-09, 2010-11, 2012-13, 2013-14, 2015-16, 2016-17, 2023-24, 2024-25
- Vice-campeão (8x):1983-84, 1984-85, 1999-00, 2003-04, 2004-05, 2009-10, 2014-15, 2022-23

 Taça "Melina Mercouri"
- Campeão (1x):1994 *

 Copa da Liga Grega
- Campeão (7x):2012-13, 2014-15, 2015-16, 2016-17, 2017-18, 2018-19, 2024-25
- Vice-campeão (2x):2019-20, 2022-23

 Supercopa Grega
- Campeão (3x):2000, 2010, 2024
- Vice-campeão (4x):1997, 2005, 2021, 2023

Observação:
- Em 1994, a Copa da Grécia foi cancelada e um torneio final 4 foi realizado em memória de Melina Mercouri. As jogadoras internacionais estavam ausentes devido ao Campeonato Mundial de 1994. Na final, o Olympiacos Piraeus derrotou o Aris Thessaloniki por 3 a 0 para conquistar o título.[9]